# Robert Diez
Pour les articles homonymes, voir Diez.
Robert Diez, né le 20 avril 1844 à Poessneck (duché de Saxe-Meiningen) et mort le 7 octobre 1922 à Loschwitz (un quartier de Dresde), est un sculpteur allemand.